# Horismenus clavicornis
Horismenus clavicornis är en stekelart som först beskrevs av Cameron 1913.  Horismenus clavicornis ingår i släktet Horismenus och familjen finglanssteklar. Inga underarter finns listade i Catalogue of Life.